# Friedrich Wilhelm Simons-Köhler
Friedrich Wilhelm Simons-Köhler (* 13. Februar 1802 in Naumburg an der Saale als Friedrich Wilhelm Simons; † 20. Januar 1856 in Elberfeld) war Unternehmer und von 1849 bis zu seinem Tod Präsident der Handelskammer in Elberfeld und Barmen.

## Leben
Simons-Köhler entstammte einer hugenottischen Familie mit angeblich maurischen Wurzeln, die 1685 ins Rheinland emigrierte. Sein Großvater Johann Simons (1735–1789) zog 1770 aus Renderath ins Bergische Land und begründete mit seiner Seidenweberei Johann Simons Erben am Elberfelder Islandufer die Wuppertaler Seiden- und Samtindustrie. 1828 trat Friedrich Wilhelm Simons in den nun von seinem Vater Johannes Simons (1771–1817) geführten Betrieb als Teilhaber ein. Im gleichen Jahr am 17. September heiratete er Emilie Köhler (1807–1866), Tochter des Fabrikbesitzers Ludwig Ferdinand Köhler, und nahm den Nachnamen Simons-Köhler an. Der Schwiegervater war Teilhaber der Bandfabrik Gebrüder Bockmühl. Als zweites Unternehmen in Wuppertal stellte Johann Simons Erben mechanische Webstühle und die dazu erforderliche Dampfmaschine auf. 1855 beschäftigte das Unternehmen fast 2.000 Mitarbeitende.
Simons-Köhler wurde 1830 erst stellvertretendes und drei Jahre später ordentliches Mitglied des Direktorialrats der Vaterländischen Feuerversicherung-Gesellschaft. Vom März 1837 bis Februar 1841 und Juni 1847 bis zum Januar 1849 war er stellvertretendes Mitglied der Handelskammer von Elberfeld und Barmen. Als er im Oktober 1849 ordentliches Mitglied wurde, wählte man ihn gleichzeitig mit elf von zwölf Stimmen in das Amt des Präsidenten.
Ab 1842 war Simons-Köhler Mitglied des Stadtrats von Elberfeld und widmete sich im Besonderen der Armenpflege. Während des Elberfelder Maiaufstandes im Jahr 1849 war er Mitglied einer Delegation, die auf Bitten der Bürgerwehr bei den Regierungen in Düsseldorf und Berlin die Lage der Stadt und deren politische Einstellung zwecks Erwirkung einer Amnestie vortrug.
Friedrich Wilhelm Simons-Köhler starb 1856 im Alter von 53 Jahren nach kurzer Krankheit. Sein Sohn Louis Simons übernahm das Unternehmen.
Simons-Köhlers Enkel war der Reichspräsident Walter Simons, sein Neffe war Ludwig Simons, preußischer Jurist und Politiker.